# 铜绿狭须甲蝇
铜绿狭须甲蝇（学名：Spaniocelyphus cupreus）也作铜绿狭甲蝇，甲蝇科（铠蝇科）狭须甲蝇属的一种，分布于中国云南省。
本种于2023年被收录入中国《有重要生态、科学、社会价值的陆生野生动物名录》。